# (14656) Lijiang
(14656) Lijiang (1998 YN22) – planetoida z pasa głównego asteroid okrążająca Słońce w ciągu 4,5 lat w średniej odległości 2,72 j.a. Odkryta 29 grudnia 1998 roku.